# Buchrain
Buchrain (toponimo tedesco) è un comune svizzero di 6 621 abitanti del Canton Lucerna, nel distretto di Lucerna Campagna.

## Storia

### Simboli
Lo stemma richiama il toponimo Buchrain che ha assonanza con la parola tedesca Buche ("faggio").

## Monumenti e luoghi d'interesse
- Chiesa parrocchiale cattolica di San'Agata, eretta nel 1970-1972[4];
- Chiesa riformata (fino al 1972 chiesa parrocchiale cattolica dei San'Agata e Giacomo), attestata dal 1257 e ricostruita nel 1748[4].

## Società

### Evoluzione demografica
L'evoluzione demografica è riportata nella seguente tabella:
Abitanti censiti

## Geografia antropica
Il comune fa parte dell'area metropolitana di Lucerna.

## Economia
L'economia locale si basa prevalentemente sul settore terziario e sul pendolarismo in uscita verso Lucerna.

## Infrastrutture e trasporti
Il comune di Buchrain è servito dall'omonima stazione delle Ferrovie Federali Svizzere, sulla linea Zugo-Lucerna, e dall'uscita autostradale di Buchrain, sulla A14.